# Ned Zelic
Nedijeljko „Ned“ Zelić (* 4. Juli 1971 in Sydney) ist ein ehemaliger australischer Fußballspieler.

## Karriere als Vereinsspieler
Zelić hat kroatische Vorfahren und besitzt sowohl die kroatische als auch die australische Staatsbürgerschaft. Als Jugendlicher spielte er für Sydney Olympic, Croatia Sydney und das Australian Institute of Sport. Zu Beginn der Saison 1992/93 wechselte er zu Borussia Dortmund. Nach drei Jahren ging er nach England zu den Queens Park Rangers. Nach einem Jahr wechselte er zurück nach Deutschland zur Frankfurter Eintracht, bei der er wiederum nur ein Jahr blieb. Nach anderthalb Jahren bei AJ Auxerre wechselte er zum TSV 1860 München. Dort war er vier Jahre aktiv. Kyōto Sanga und Urawa Red Diamonds in Japan und Wacker Tirol in Österreich waren seine nächsten Stationen. Auch bei diesen Vereinen spielte er jeweils nur für kurze Zeit. Nach einer Spielzeit in Australien bei den Newcastle United Jets kam er wieder nach Europa; diesmal zum niederländischen Klub Helmond Sport. Nach einem halben Jahr wechselte er zu Dinamo Tiflis, wo er seine Karriere ausklingen ließ.
Insgesamt kam der Defensivspieler 160-mal in der Bundesliga zum Einsatz und erzielte dabei fünf Tore. In Österreichs erster Liga stand er 22-mal auf dem Platz.

## Karriere in der Nationalmannschaft
Zelić spielte 40-mal für Australien und erzielte dabei fünf Tore.